# Rettenbergen
Rettenbergen ist ein Dorf und Gemeindeteil der Stadt Gersthofen im schwäbischen Landkreis Augsburg und im Holzwinkel des Naturparks Augsburg in Bayern, Deutschland. Zur Gemarkung gehört auch der Weiler Peterhof und das ehemalige Naherholungsgebiet Weidenlohe das seit 2010 ein eigener Gemeindeteil von Rettenbergen ist.

## Geschichte
Rettenbergen ist vermutlich im 11. Jahrhundert als Rodeort in der Hirblinger Urmark entstanden. Im 12. Jahrhundert wird der Ort als „Rutinbergen“ zum ersten Mal erwähnt. Im Gemeindegebiet liegt das beliebte Ausflugsziel Peterhof, seit 1488 als St. Peter urkundlich nachgewiesen. Obwohl Rettenbergen seit 1575 die eigene Dorfkirche St. Wolfgang besitzt, gehören der Ort, wie auch Edenbergen, seit eh und je zum Pfarrsprengel Batzenhofen. Der 450-Seelen-Ort liegt direkt am Wald, seine Fläche umfasst 844,68 Hektar und er ist somit der größte Ortsteil der Stadt Gersthofen. Rettenbergen war eine selbstständige Gemeinde und wurde am 1. Januar 1978 im Zuge der Gebietsreform in Bayern in die Stadt Gersthofen eingemeindet. Bei Peterhof befinden sich Reste einer keltischen Viereckschanze.

## Religion
Die katholische Filialkirche St. Wolfgang in Rettenbergen mit dem Weiler Peterhof und dem Ortsteil Weidenlohe gehört zur Pfarrei Sankt Martin in Batzenhofen, die auch Edenbergen mit Gailenbach umfasst.

## Politik

### Bürgermeister und Stadtrat
Auf kommunaler Ebene wird Rettenbergen vom Rat der Stadt Gersthofen vertreten.

### Wappen
| Wappen von Rettenbergen | Blasonierung: „Auf schwarzem Feld befindet sich über drei goldenen Steinen eine fünfzackige goldene Krone mit fünf roten Rubinen.“ |
| Wappen von Rettenbergen | Wappenbegründung: Die Farben Schwarz und Gold stammen aus dem Hirblinger Wappen, denn Rettenbergen gehörte zur Urmark Hirblingen und wurde von dort aus etwa im 11. Jahrhundert gerodet. Im Laufe der Zeit waren die Herrschafts- und Besitzverhältnisse stark zersplittert. Den Hauptteil hatte das Kanonissenstift St. Stephan in Augsburg bis zum Jahre 1803 in Händen. Dies zeigt sich an der Goldenen Märthyrerkrone und den drei goldenen Steinen als Attribute des Heiligen Stephan. |

## Vereine und sonstige Gruppen
- Bayer. Bauernverband Rettenbergen
- Freiwillige Feuerwehr Rettenbergen e. V. (seit 1881)
- Faschings Verein Rettenbergen